# I Saw Her Standing There (album)
I Saw Her Standing There è una compilation dei Beatles pubblicata nel 2013 negli Stati Uniti d'America. Contiene soprattutto canzoni registrate dal gruppo col nome The Beat Brothers per l'album My Bonnie di Tony Sheridan o dal vivo al Cavern Club.

## Storia

### Tony Sheridan & The Beatles/ Beat Brothers

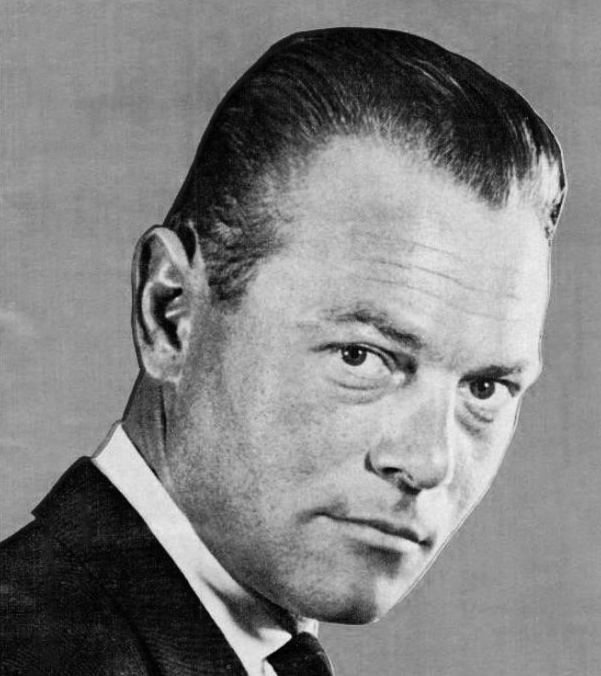
Bert Kaempfert

Le prime ventidue canzoni sono state registrate il 22 giugno 1961 al Friedrich-Ebert-Gymnasium di Amburgo con Tony Sheridan, un chitarrista coetaneo di Pete Best e di John Lennon, che aveva stretto amicizia con i Beatles e qualche volta improvvisava canzoni con loro, invece che con il suo solito gruppo d'appoggio, i Jet; quando fu contattato dal produttore Bert Kaempfert per pubblicare un disco, stava suonando con i Beatles e, colpito dalla band, decise che avrebbero registrato alcuni nastri, dal quale nacque anche l'album My Bonnie. Da quest'ultimo venne estratto il singolo My Bonnie/The Saints, che fece scoprire a Brian Epstein i Beatles.
Tra questi nastri compare anche lo strumentale Cry for a Shadow, l'unico brano dei Beatles a essere firmato Harrison-Lennon. Era stato composto mentre Lennon stava strimpellando sulla sua nuova chitarra e Harrison si unì poi a lui.

### Teenagers TurneHere We Go
Le sei tracce di queste due sezioni dell'album sono i Beatles che suonano alla radio. Tra esse vi sono Ask Me Why, una composizione Lennon-McCartney, e Bésame mucho, che, assieme a Till There Was You e A Taste of Honey facevano parte del repertorio di musica latineggiante dei Beatles. La parte Teenagers Turn è stata registrata il 7 marzo 1962, mentre Here We Go l'11 giugno.

### What I'd Say

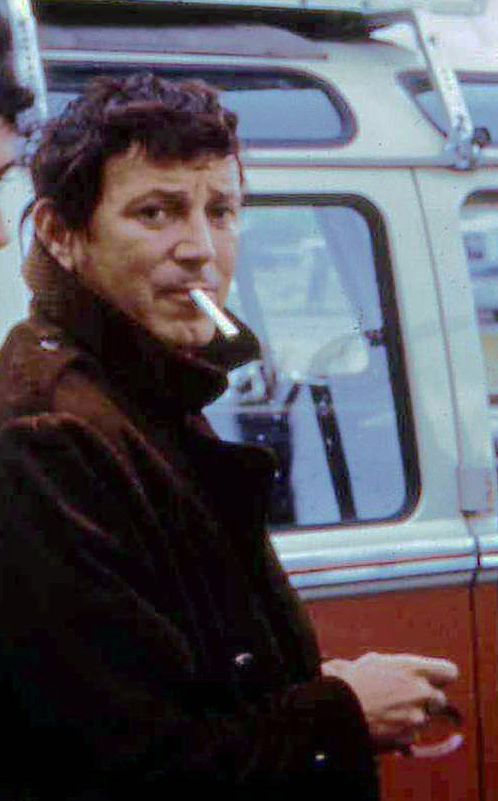
Gene Vincent

Questa canzone è stata eseguita con Gene Vincent al Cavern Club il 1º luglio 1962.

### Decca Demos
Le prime dieci canzoni sono state registrate al provino del 1º gennaio 1962 alla Decca Records; vennero considerati un buon gruppo ma si preferì assumere il gruppo locale Brian Poole and the Tremeoloes. Queste sono dieci delle quindici canzoni che eseguirono al provino. Non compaiono Like Dreamers Do, The Sheik Of Araby, cantata da George Harrison, Hello Little Girl, la prima canzone composta da John Lennon, Three Cool Cats e Searchin'. Il provino alla Decca è stato pubblicato negli USA e in Inghilterra con il nome di The Complete Silver Beatles nel 1977; in America l'album è stato diviso in due parti cinque anni dopo.

### Cavern Club

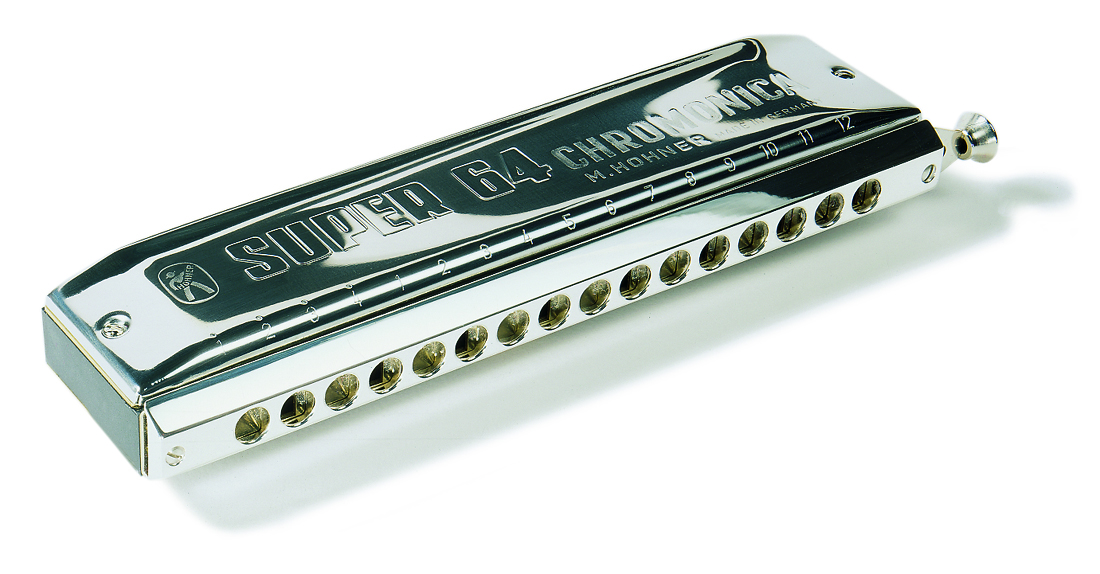
Un'armonica a bocca, presente nell'intro di I Saw Her Standing There

Le tracce del secondo disco registrate al Cavern si dividono in tre sezioni: Some Other Guy, registrata il 22 agosto 1962, un'altra versione di Some Other Guy e Kansas City, che si conclude senza Hey Hey Hey, registrate il 5 settembre, I Saw Her Standing There, due versioni di One After 909 e due versioni di Catswalk, registrate nell'ottobre dello stesso anno. I Saw Her Standing There presenta un'introduzione con le chitarre ed anche l'armonica a bocca di Lennon, che nella versione pubblicata su Please Please Me non è stata eseguita.

### The Beatles First Radio Interwiev
La prima intervista dei Beatles risale al 27 ottobre 1962. I membri si presentano e parlano dei loro strumenti, del singolo Love Me Do/P.S. I Love You, uscito da poche settimane, e dei loro viaggi ad Amburgo.

### Love Me DoeP.S. I Love You
I brani conclusivi dell'album sono quelli del primo singolo dei Beatles, Love Me Do/P.S. I Love You. Il lato A è quello della prima edizione, con Ringo Starr alla batteria. Infatti George Martin non era contento della sua prestazione e aveva fatto registrare nuovamente Love Me Do, con Starr al tamburello e il turnista Andy White alla batteria. La prima edizione del singolo aveva, per errore, la versione senza White. Di P.S. I Love You non ci fu mai una versione in studio con Ringo alla batteria. Qui suona le maracas, mentre White suona la batteria.

## Tracce
Disco 1
1. My Bonnie - 2:41
2. Skinny Minnie - 3:07
3. Whole Lotta Shakin' Goin' On - 2:10
4. I Know Baby - 2:57
5. You Are My Sunshine - 2:27
6. Ready Teddy - 2:01
7. The Saints - 3:19
8. Hallelujah, I Love Her So - 2:09
9. Let's Twist Again - 2:40
10. Sweet Georgia Brown - 2:28
11. Swanee River - 2:54
12. Top Ten Twist - 2:53
13. My Bonnie (German intro) - 2:42
14. Ich Lieb' Dich So - 2:45
15. Der Kiss-Me Song - 2:33
16. Madison Kid - 2:47
17. Let's Dance - 2:34
18. Ya-Ya (parti 1 e 2) - 5:11
19. Sweet Georgia Brown (New lyrics) - 2:05
20. Cry for a Shadow - 2:24
21. Why - 3:01
22. Dream Baby - 2:01
23. Memphis (Tennessee) - 2:25
24. Please Mister Postman - 2:21
25. Ask Me Why - 2:26
26. Bésame mucho - 2:42
27. A Picture of You - 2:38
28. What'd I Say - 1:31

Disco 2
1. Money (That's What I Want) - 2:18
2. Till There Was You - 2:52
3. To Know Her Is to Love Her - 2:30
4. Take Good Care of My Baby - 2:21
5. Memphis (Tennessee) - 2:15
6. Sure to Fall (in Love with You) - 1:58
7. Crying, Waiting, Hoping - 1:57
8. Love of the Loved - 1:47
9. September in the Rain - 1:51
10. Bésame mucho - 2:32
11. Some Other Guy - 2:02
12. Some Other Guy - 2:16
13. Kansas City - 0:59
14. Radio Interview - 7:18
15. I Saw Her Standing There - 3:10
16. One After 909 - 3:13
17. One After 909 - 3:19
18. Catswalk - 1:24
19. Catswalk - 1:25
20. Love Me Do - 2:22
21. P.S. I Love You - 2:02

## Registrazione

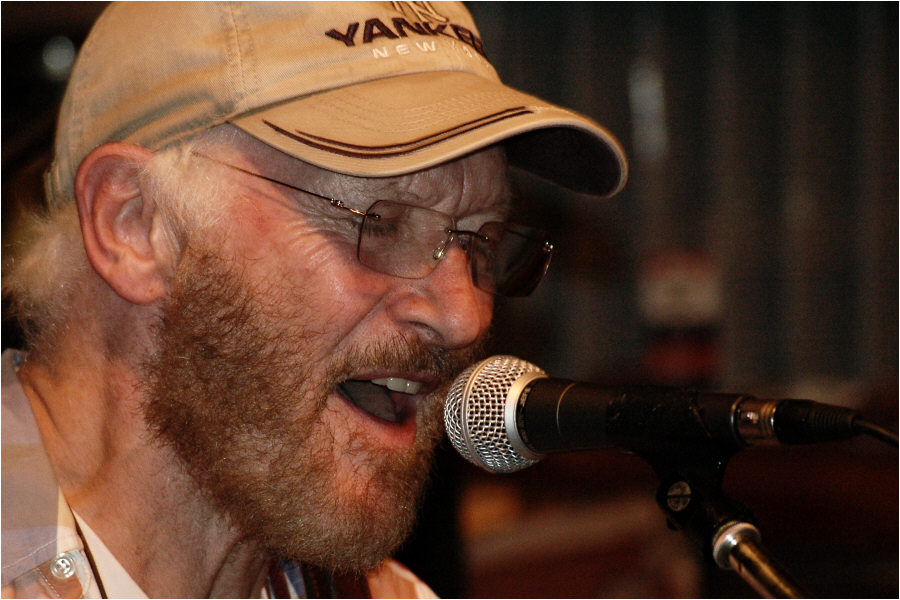
Il cantante e chitarrista Tony Sheridan, con il quale i Beatles condividono le prime 21 tracce

### Disco 1
Sono indicati in corsivo le indicazioni presenti sull'album.
- Tracce 1-21: eseguite con Tony Sheridan per l'album My Bonnie - Tony Sheridan & The Beatles
- Tracce 22-24: Teenagers Turn - registrate il 7 marzo 1963
- Tracce 25 - 27: al primo provino alla EMI, con ancora Pete Best alla batteria - Here We Go - 11 giugno 1962
- Traccia 28: registrata in un live estivo al Cavern Club - Cavern Club Summer

### Disco 2
- Tracce 1-10 - al provino alla Decca Records - 1º gennaio 1962
- Traccia 11 - registrata al Cavern Club - 22 agosto 1962
- Tracce 12 e 13 - registrate al Cavern Club - 5 settembre 1962
- Traccia 14 - prima intervista radiofonica dei Beatles - 27 ottobre 1962
- Tracce 15-19 - registrate al Cavern Club - ottobre 1962
- Traccia 20 - alla seconda incisione di Love Me Do, con Ringo Starr - 4 settembre 1962
- Traccia 21 - incisione di P.S. I Love You - 11 settembre 1962[10]

## Formazione
- John Lennon: voce, cori, chitarra ritmica
- Paul McCartney: voce, cori, basso elettrico
- George Harrison: cori, chitarra solista, chitarra ritmica
- Pete Best: batteria[11]
- Ringo Starr: batteria in Love Me Do, maracas in P.S. I Love You
- Tony Sheridan: voce e chitarra solista a My Bonnie, Skinny Minnie, Whole Lotta Shakin' Goin' On, I Know Baby, You Are My Sunshine, Ready Teddy, The Saints, Hallelujah, I Love Her So, Let's Twist Again, Sweet Georgia Brown, Top Ten Twist, My Bonnie (German Intro), Ich Lieb' Dich So, Der-Kiss-Me Song, Madison Kid, Let's Dance, Ya Ya e Why
- Andy White: batteria in P.S. I Love You
- Gene Vincent: voce, chitarra solista in What I'd Say